# Fourierreeks
Een fourierreeks is een (eventueel oneindige) gewogen som van sinussen en cosinussen die een benadering vormt van een willekeurige periodieke functie. De perioden van de sinussen en cosinussen in de reeks zijn gehele delen van de periode van de benaderde functie. In plaats van met sinussen en cosinussen kan een fourierreeks ook geschreven worden met complexe e-machten.
Voor het bestaan van de fourierreeks is het voldoende dat de periodieke functie begrensd is. De coëfficiënten in de reeks worden met fourieranalyse bepaald, een techniek die in de 19e eeuw door de Franse wis- en natuurkundige Fourier is ontwikkeld.

## Geschiedenis
Voor Fourier was de reeks
{\displaystyle {\tfrac {1}{2}}x=\sin(x)-{\tfrac {1}{2}}\sin(2x)+{\tfrac {1}{3}}\sin(3x)-{\tfrac {1}{4}}\sin(4x)+\ldots }
reeds bekend. Het is een goniometrische reeks, een som van goniometrische functies {\displaystyle \cos(nx)} en {\displaystyle \sin(nx)} die reeds door Euler was gevonden, maar die er niet bij vermeldde hoe hij eraan kwam en dat de reeks alleen geldt als {\displaystyle -\pi <x<\pi }. Fourier zag in dat deze functie niet op zichzelf stond. Hij vermoedde dat elke functie als een som kon worden geschreven van sinussen en cosinussen met bepaalde coëfficiënten, te zijner ere fouriercoëfficiënten genoemd.
Aanvankelijk stonden Fouriers tijdgenoten, onder andere Lagrange, er sceptisch tegenover. Hun bezwaar was dat niet iedere periodieke functie als fourierreeks kan worden geschreven. Een voorbeeld is de tangens ; perfect periodiek, maar niet als fourierreeks te schrijven. Het was de wiskundige Dirichlet, van een latere generatie, die een aantal aanvullende voorwaarden heeft opgesteld waaraan de functie moet voldoen. Deze voorwaarden zijn:
1. De functie {\displaystyle f(x)} moet op een interval ter grootte van 1 periode kunnen worden geïntegreerd.
2. Het aantal discontinuïteiten van {\displaystyle f(x)} moet op dat interval eindig zijn.
3. De afgeleide van {\displaystyle f(x)} mag op een eindig aantal punten op dat interval discontinu zijn.

## Theorie
De vraag is of er een systematische manier is om een periodieke functie {\displaystyle f}, we gaan hier uit van de periode {\displaystyle 2\pi }, te benaderen door een goniometrische reeks, dat wil zeggen door een reeks van de vorm:
{\displaystyle {\tilde {f}}(x)=a_{0}+a_{1}\cos(x)+b_{1}\sin(x)+a_{2}\cos(2x)+b_{2}\sin(2x)+\ldots }
De coëfficiënten dienen zo bepaald te worden dat de afstand tussen {\displaystyle f} en de reeks zo klein mogelijk is, waarbij de afstand gegeven is door de norm:
{\displaystyle \|f-{\tilde {f}}\|={\sqrt {{\frac {1}{2\pi }}\int _{0}^{2\pi }{\big (}f(x)-{\tilde {f}}(x){\big )}^{2}\,\mathrm {d} x}}}
Men kan het zich gemakkelijker maken door te bedenken dat deze norm geïnduceerd wordt door het inwendige product:
{\displaystyle \langle f,g\rangle ={\frac {1}{2\pi }}\int _{0}^{2\pi }f(x)g(x)\,\mathrm {d} x}
Ten opzichte van dit inproduct vormen de sinussen en cosinussen, de constante wordt als {\displaystyle \cos(0x)} opgevat, een orthogonaal stelsel, zodat de reeks gevonden wordt door orthogonale projectie van {\displaystyle f} op de afzonderlijke sinussen en cosinussen.

## Orthogonale projectie
Omdat de sinussen en cosinussen orthogonaal zijn, worden de coëfficiënten gegeven door:
{\displaystyle a_{0}=\langle f,1\rangle ={\frac {1}{2\pi }}\int _{0}^{2\pi }f(x)\,\mathrm {d} x}
en voor {\displaystyle n>1}:
{\displaystyle a_{n}={\frac {\langle f,\cos(nx)\rangle }{\langle \cos(nx),\cos(nx)\rangle }}=2\langle f,\cos(nx)\rangle ={\frac {1}{\pi }}\int _{0}^{2\pi }f(x)\cos(nx)\,\mathrm {d} x}
en analoog:
{\displaystyle b_{n}={\frac {1}{\pi }}\int _{0}^{2\pi }f(x)\sin(nx)\,\mathrm {d} x}
Een willekeurige op het interval {\displaystyle (0,2\pi )} periodieke functie {\displaystyle f}, waarvoor de bovengenoemde reeks bestaat, kan dus worden benaderd door:
{\displaystyle f(x)\approx a_{0}+}
{\displaystyle +b_{1}\sin(x)+b_{2}\sin(2x)+b_{3}\sin(3x)+\ldots }
{\displaystyle +a_{1}\cos(x)+a_{2}\cos(2x)+a_{3}\cos(3x)+\ldots },
{\displaystyle =a_{0}+\sum _{n=1}^{\infty }(a_{n}\cos(nx)+b_{n}\sin(nx))}
Voor functies die stuksgewijs continu differentieerbaar zijn, dat wil zeggen die slechts eindig veel discontinuïteitspunten hebben, waarin zowel de linker- als de rechterlimiet als de linker- en rechter afgeleide bestaan, en overigens differentieerbaar zijn met continue afgeleide, convergeert de reeks in de punten {\displaystyle x} waar {\displaystyle f} continu is puntsgewijs naar {\displaystyle f(x)}. In de discontinuïteitspunten convergeert de reeks naar een gemiddelde waarde tussen de linker- en rechterlimiet.

## Wiskundige achtergrond
We kunnen ook een meetkundige voorstelling maken, en de fourierreeks opvatten als de beste benadering van de functie {\displaystyle f} in de deelruimte voortgebracht door een eindig aantal sinussen en cosinussen, de constante wordt als {\displaystyle \cos(0x)} opgevat. Die beste benadering is dan de projectie van de functie op die deelruimte. Die projectie is een lineaire combinatie van de voortbrengende functies. Vormen deze ten opzichte van een inproduct een orthonormaal stelsel, dan zijn de coëfficiënten eenvoudig de inproducten van f met de elementen van het orthonormale stelsel. Als het stelsel niet genormeerd is, moeten de coëfficiënten nog worden geschaald.
De natuurlijke context voor deze meetkundige interpretatie van fourierreeksen is de hilbertruimte {\displaystyle L^{2}[-\pi ,+\pi ]}. Functies die bijna overal aan elkaar gelijk zijn, worden ingedeeld in equivalentieklassen. Het inwendig product, of inproduct, van twee functieklassen is de integraal van het product van de bijhorende functies. In plaats van de genoemde voorwaarden van Dirichlet, eisen we gewoon dat de functie {\displaystyle f} kwadratisch lebesgue-integreerbaar is.

### Inwendig product
Zoals boven opgemerkt zijn de relevante cosinussen en sinussen orthogonaal ten opzichte van het inproduct voor complexwaardige functies:
{\displaystyle \langle f,g\rangle ={\frac {1}{T}}\int _{T}f(t){\overline {g(t)}}\,\mathrm {d} t},
waarin {\displaystyle T} de betrokken periode is.

### Orthonormale functies
In plaats van sinussen en cosinussen kunnen ook de complexe e-machten {\displaystyle \phi _{k}(t)=e^{ik\omega t}}, met {\displaystyle \omega =2\pi /T}, als orthogonaal stelsel gekozen worden. Dit stelsel is zelfs orthonormaal, want:
{\displaystyle \langle \phi _{m},\phi _{n}\rangle ={\frac {1}{T}}\int _{T}e^{im\omega t}e^{-in\omega t}\,\mathrm {d} t=\delta _{mn}}
Hierbij is {\displaystyle \delta _{mn}} de kronecker-delta.

### Coëfficiënten
Een functie {\displaystyle f} wordt nu benaderd door de reeks:
{\displaystyle \sum _{k=-\infty }^{\infty }c_{k}\phi _{k}}
De coëfficiënten {\displaystyle c_{k}} zijn bepaald door:
{\displaystyle c_{k}=\langle f,\phi _{k}\rangle ={\frac {1}{T}}\int \limits _{T}f(t)e^{-ik\omega t}\,\mathrm {d} t}
De functies
{\displaystyle \phi _{k}:t\mapsto e^{ik\omega t},\ k=0,\pm 1,\pm 2,\ldots }
gedragen zich zoals orthonormale basisvectoren in een eindigdimensionale vectorruimte met inproduct, behalve dat de lineaire combinaties van basisvectoren oneindige reeksen mogen zijn. Een dergelijk stel basisvectoren noemt men in het algemeen een schauderbasis van de genormeerde vectorruimte.

## Opmerkingen

### Convergentie
Convergentie in de Hilbertruimte {\displaystyle L^{2}[-\pi ,\pi ]} betekent dat:
{\displaystyle \lim _{N\to \infty }\int _{-\pi }^{\pi }\left|f(t)-\sum _{n=-N}^{N}c_{n}\,e^{in\omega t}\right|^{2}\,\mathrm {d} t=0}
We spreken van convergentie in norm, of ook van convergentie in kwadratisch gemiddelde. Dit hoeft overigens niet te betekenen dat er ook puntsgewijze convergentie is, maar wel convergentie bijna overal.
Verwisselbaarheid van limieten en Lebesgue-integralen wordt onder bepaalde voorwaarden gegarandeerd door de stelling van de gedomineerde convergentie of door de monotone convergentiestelling.

### Gedrag coëfficiënten
Men kan bewijzen dat voor een continue functie de fouriercoëfficiënten dalen met {\displaystyle k} volgens {\displaystyle 1/k^{2}}. Voor continu differentieerbare functies dalen de coëfficiënten volgens {\displaystyle 1/k^{3}}, voor niet-continue functies, zoals de zaagtandfunctie {\displaystyle f(x)=x/\pi } (voor {\displaystyle |x|\leq \pi }, dalen de coëfficiënten volgens {\displaystyle 1/k}.

### Gibbsverschijnsel

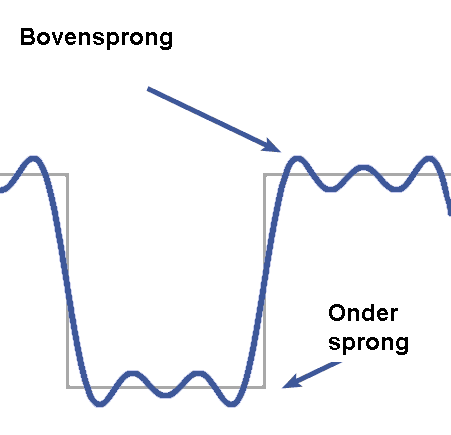
Gibbsverschijnsel: boven- en ondersprong

Zowel de cosinus, de sinus als {\displaystyle e^{ik\omega _{0}x}} zijn continue functies, zodat de benadering een continue functie is. Dus is ook de benadering van een discontinue functie een continue functie. In een discontinuïteitspunt van een functie met een sprong, maakt de fourierreeks noodzakelijk een boven- en ondersprong. Dit wordt het Gibbsverschijnsel genoemd.

## Eigenschappen
De volgende eigenschappen voor de bepaling van de fourierreeks kunnen eenvoudig (door de definitie) bewezen worden. We geven de eigenschappen enkel voor ck.

### Verband tussen de coëfficiënten
Voor de eenvoud wordt de functie reëel verondersteld; dan is het verband gegeven door:
{\displaystyle a_{0}=c_{0}}
{\displaystyle a_{n}=c_{n}+c_{-n}}
{\displaystyle b_{n}=i(c_{n}-c_{-n})}

### Parseval
De relatie tussen een functie met periode {\displaystyle T} en zijn fouriercoëfficiënten is normbehoudend, uitgedrukt in de gelijkheid van Parseval:
{\displaystyle {\frac {1}{T}}\int _{T}|f(x)|^{2}\,\mathrm {d} x=\sum _{k=-\infty }^{\infty }|c_{k}|^{2}}
Praktisch betekent dit dat het vermogen van een signaal {\displaystyle f}, verdeeld is over z'n spectrale componenten.

### Rekenregels
Een aantal eigenschappen van de fourierreeks zijn:
| Functie                                                   | Fouriercoëfficiënten                         | Eigenschap             |
| --------------------------------------------------------- | -------------------------------------------- | ---------------------- |
| {\displaystyle \alpha f(t)+\beta g(t)}                    | {\displaystyle \alpha f_{k}+\beta g_{k}}     | Lineariteit            |
| {\displaystyle f(t-\tau )}                                | {\displaystyle e^{-ik\omega _{0}\tau }f_{k}} | Tijdsverschuiving      |
| {\displaystyle f(-t)}                                     | {\displaystyle f_{-k}}                       | Tijdsomkering          |
| {\displaystyle f(at)}                                     | {\displaystyle {\frac {1}{\|a\|}}f_{k/a}}    | Tijdsschaling          |
| {\displaystyle f^{*}(t)}                                  | {\displaystyle f_{-k}^{*}}                   | Conjugatie             |
| {\displaystyle e^{in\omega _{0}t}f(t)(n\in \mathbb {Z} )} | {\displaystyle f_{k-n}}                      | Frequentieverschuiving |

## Voorbeelden

### Driehoekspuls

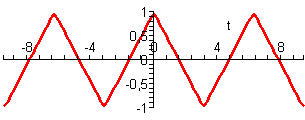
goede benadering met 6 termen

We kiezen de maximale waarde 1 en de minimale −1.
{\displaystyle f(x)={\begin{cases}1+{\frac {2}{\pi }}x&{\mbox{als }}&-\pi <x\leq 0\\\,\\1-{\frac {2}{\pi }}x&{\mbox{als }}&0<x\leq \pi \end{cases}}}
Deze even functie laat zich door cosinustermen benaderen:
{\displaystyle f(x)={\tfrac {8}{\pi ^{2}}}\left\{\cos(x)+{\tfrac {1}{3^{2}}}\cos(3x)+{\tfrac {1}{5^{2}}}\cos(5x)+\ldots \right\}}
Deze driehoekspuls is continu, de coëfficiënten dalen derhalve vrij sterk, de benadering is reeds na een klein aantal termen goed.

### Blokgolf

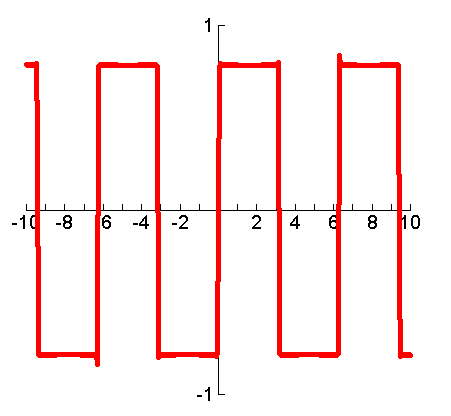
Na 500 termen is de blokgolf al redelijk benaderd.

Dit is een oneven functie, die dus uitsluitend met sinussen wordt benaderd.
{\displaystyle f(x)={\tfrac {4}{\pi }}\left\{\sin(x)+{\tfrac {1}{3}}\sin(3x)+{\tfrac {1}{5}}\sin(5x)+\ldots \right\}}
De blokgolf is niet continu, dus de coëfficiënten dalen ook niet sterk. Om een blokgolf te benaderen is een groot aantal termen nodig.

### Zaagtandpuls
We kiezen de maximale waarde 1 en de minimale –1.
{\displaystyle f(x)={\begin{cases}{\frac {1}{\pi }}x&{\mbox{als }}-\pi <x<\pi \\\,\\0&{\mbox{als }}\ x=\pi \end{cases}}}
Deze oneven functie laat zich volledig door sinustermen benaderen:
{\displaystyle f(x)={\tfrac {2}{\pi }}\left\{\sin(x)-{\tfrac {1}{2}}\sin(2x)+{\tfrac {1}{3}}\sin(3x)-\ldots \right\}}
Deze zaagtandpuls is niet continu, dus de coëfficiënten dalen niet sterk. De benadering is dus na een vrij groot aantal termen toch nog steeds niet goed.